# Юнацький чемпіонат Європи з футболу (U-17) 2021
Чемпіонат Європи з футболу серед юнаків віком до 17 років 2021 року — спочатку мав відбутися як дев'ятнадцятий розіграш турніру (після зміни назви), який планувалось провести на Кіпрі з 6 по 22 червня 2021 року.
18 грудня 2020 року після консультацій з усіма 55 асоціаціями-членами через пандемію COVID-19 Виконавчий комітет УЄФА оголосив про скасування турніру.

## Кваліфікація
Докладніше:
- Юнацький чемпіонат Європи з футболу (U-17) 2021 (кваліфікаційний раунд)